# Unvollendeter Obelisk von Assuan

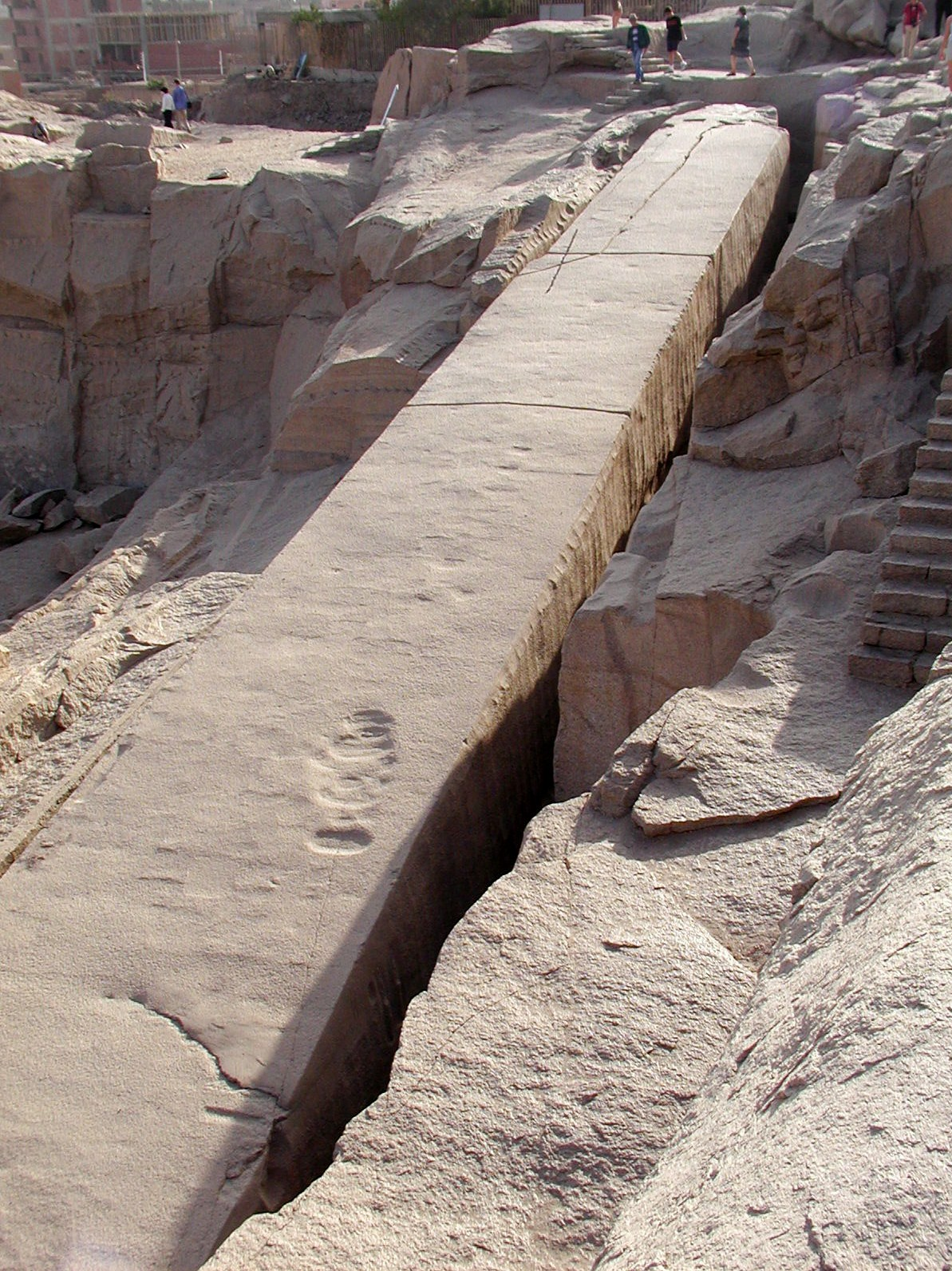
Unvollendeter Obelisk in Assuan

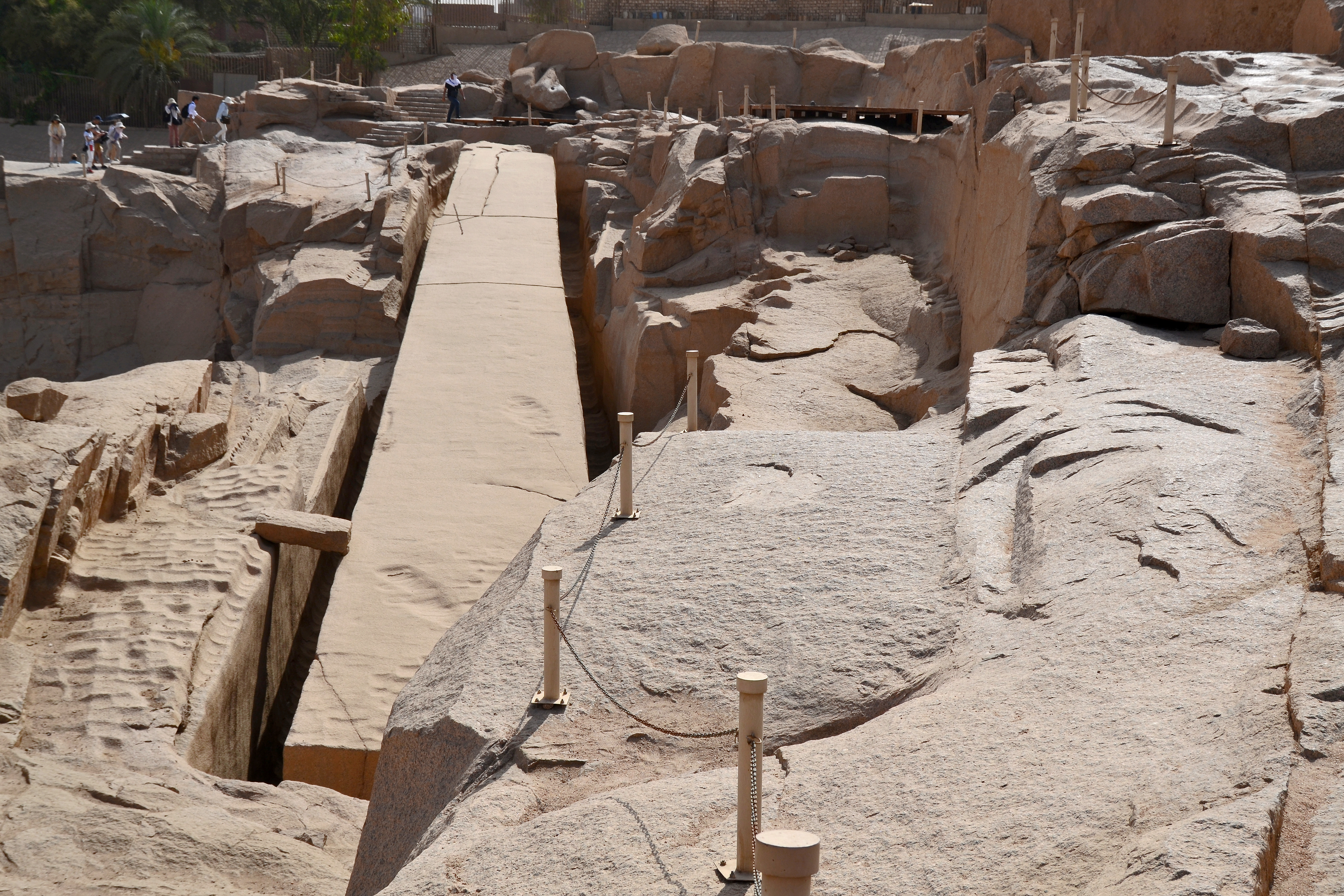
Der altägyptische Rosengranit-Steinbruch mit dem unvollendeten Obelisken

Der unvollendete Obelisk in der oberägyptischen Stadt Assuan ist ein nicht fertiggestellter Obelisk aus Rosengranit. Er befindet sich in einer Grube im nördlichen Bereich der altägyptischen Steinbrüche in und um Assuan, etwa einen Kilometer südöstlich des Nils. Mit einer Höhe von 41,75 Metern auf einer Basis von 4,2 × 4,2 Metern sowie einem Gewicht von etwa 1168 Tonnen wäre er bei Fertigstellung der größte Obelisk des Altertums gewesen.

## Entstehungszeit
Zur Entstehungszeit des unvollendeten Obelisken ist nichts bekannt. Es wird vermutet, dass er unter der Königin Hatschepsut begonnen wurde und für den Tempel von Karnak bestimmt war. Risse im Material sollen zur Einstellung der Arbeiten geführt haben. Der untere Teil des Obelisken ist immer noch mit dem Fels, aus dem er geschlagen wurde, verbunden. An dem Objekt sind Spuren späterer Teilungsversuche erkennbar, möglicherweise aus der Zeit Thutmosis’ III. Die keilförmigen Vertiefungen, die an einer Stelle aneinander gereiht am Obelisken erkennbar sind, stammen aus der Römerzeit. Sowohl die Teilungsversuche als auch die Versuche mit Spaltkeilen wurden ohne Erfolg beendet.
Der unvollendete Obelisk und die Steinbrüche an sich geben Einblicke in die Technik der Steinbearbeitung der alten Ägypter. Die antiken Steinbrüche bei Assuan erstreckten sich auf sechs Kilometer entlang des Nils. Der rote Granit dieses Gesteinsvorkommens war bevorzugtes Material zum Pyramidenbau. Aus diesem Hartgestein wurden Sarkophagkammern, Verkleidungen, Scheintüren, Gangwände der Innenräume, Pfeiler, Säulen und Türkonstruktionen gefertigt.
Der Höhepunkt der Granitverwendung lag in den Zeiten der Pharaonen Chephren und Mykerinos. Die verwendete Menge des Rosengranits für das Bauprogramm des Chefren (Tal-, Sphinx- und Pyramidentempel, Pyramidensockelverkleidung) wird auf 17.000 m³, die für die Mykerinos-Pyramide auf 15.000 m³ geschätzt. Das Gesamtvolumen des damals abgebauten Rosengranits, auch Aswan-Granit genannt, wird auf etwa 100.000 m³ errechnet, wovon etwa 45.000 m³ verbaut werden konnten.

## Freilegung
Über die Freilegungsmethoden des unvollendeten Obelisken ist viel gerätselt worden. Die rundlichen Ausbuchtungen in den etwa 60 cm breiten Gräben, die man auch heute noch erkennen kann, reichten für einen Arbeitsplatz aus. Arbeiteten die Steinhauer Rücken an Rücken, so konnten bei der vorhandenen Grabenlänge 130 Personen gleichzeitig eingesetzt werden.

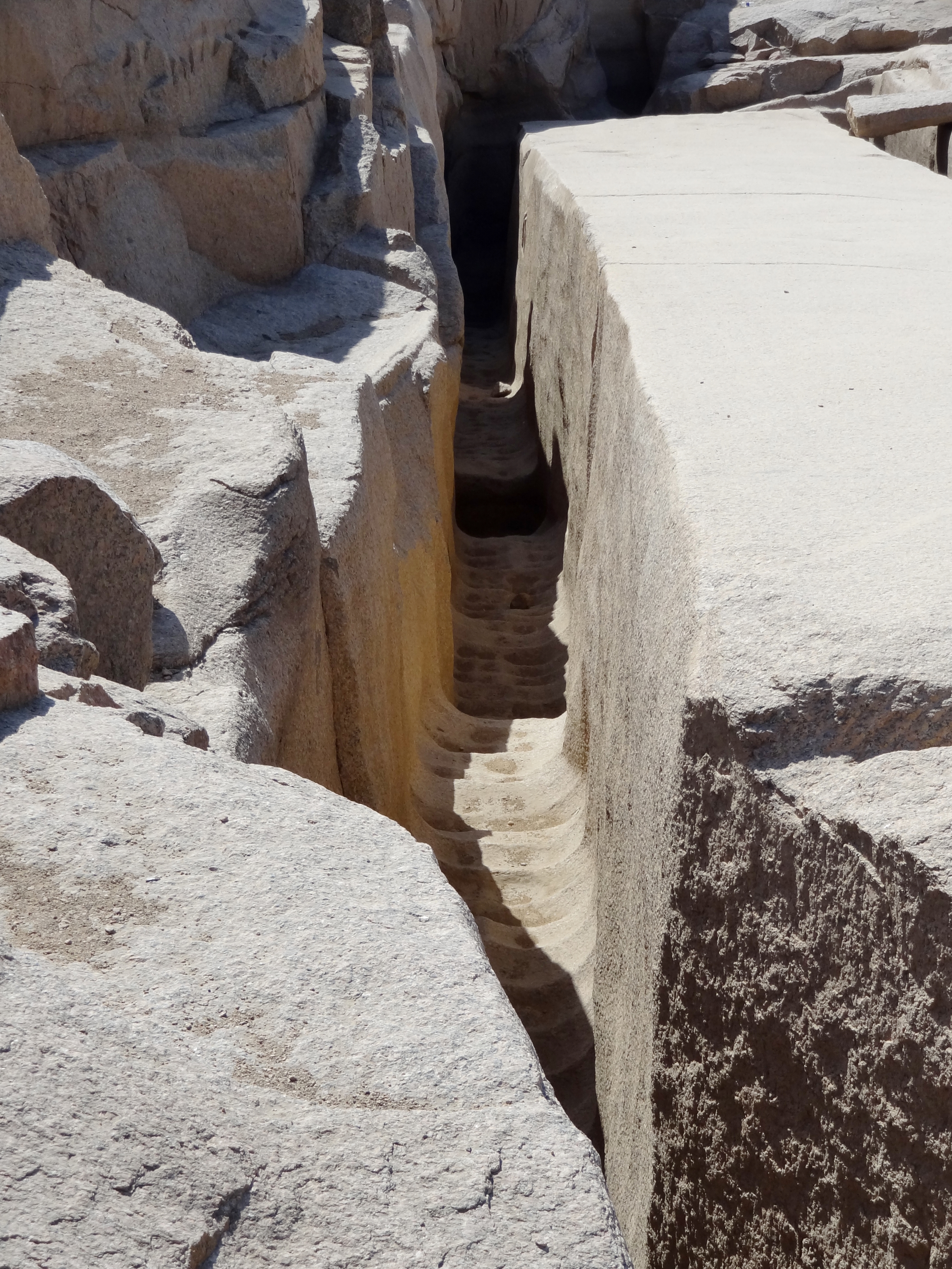
Arbeitsgraben mit ausgearbeiteten Vertiefungen im Grabengrund

Die Gewinnung des Granits im Assuan-Gebiet wie auch die Arbeit am unvollendeten Obelisken wurden mit Steinhämmern aus dem Basaltgestein Dolerit ausgeführt. Dieses Material stand in unmittelbarer Nähe von Assuan an und wurde in Größen von etwa fünf Kilogramm gebrochen. Mit den scharfkantigen Gesteinshämmern konnten feine Gesteinssplitter beziehungsweise Gesteinsmehl abgeschlagen werden. Der Dolerit um Assuan ist ein zähes Gestein und die daraus hergestellten Hämmer wurden genutzt, bis sie teilweise verrundet waren. Reste der Handwerkzeuge finden sich in großer Zahl in der Nähe der Steinbrüche.

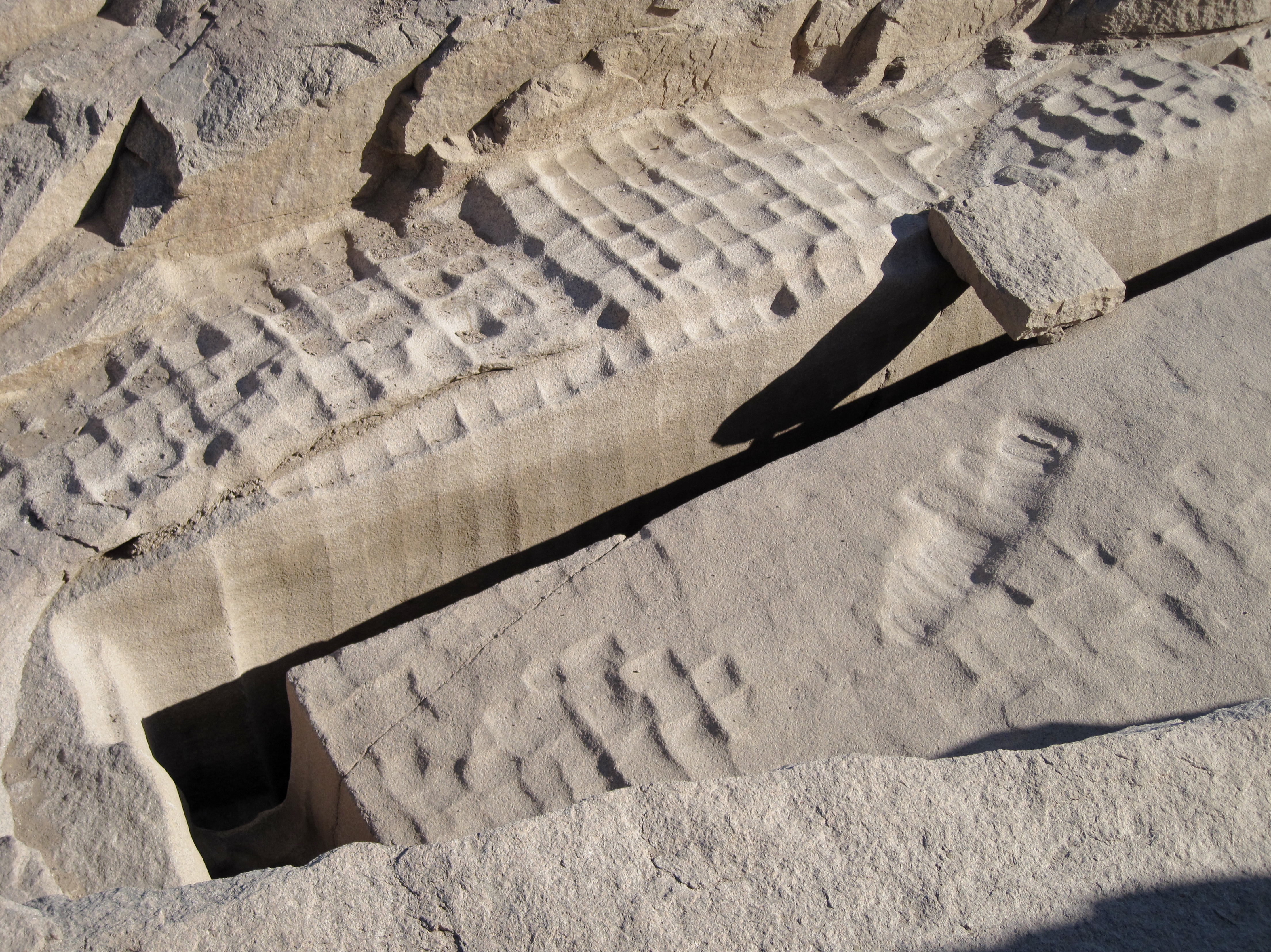
Freilegungsspuren zahlreicher rechteckiger Vertiefungen

Durch Versuche konnte festgestellt werden, dass mit der Steinhammermethode etwa 12 cm³ pro Minute abgeschlagen werden konnten. Das ergäbe an einem 8-Stunden-Tag 6000 cm³ Volumen beziehungsweise in einem Jahr, bei Unterstellung von 300 Arbeitstagen, 1,8 m³. Bei einer Anzahl von 130 ägyptischen Steinhauern benötigte man nach dieser Berechnung knapp unter einem Jahr zur Herstellung der vorhandenen Gräben.
Nur am unvollendeten Obelisken wurde die Technik des Freilegens mittels Gräben angewendet, bei anderen Werkstücken wurden natürliche Klüfte, Vorgänge der Wollsackverwitterung und Risse im Granitvorkommen zur Steingewinnung zum Zwecke des Bauens genutzt.
Bei gesteinskundlichen Untersuchungen in jüngster Zeit konnte festgestellt werden, dass nur wenige Werkstücke in einer Länge über 20 Meter gewinnbar gewesen wären. Ob die Entscheidung, die Arbeiten hier nicht weiterzuführen, aufgrund der Risse, die im Vergleich zu anderen Obelisken gering sind, oder aufgrund politischer Entscheidungen oder wegen der Größe des Steins gefallen ist, lässt sich nicht mehr nachvollziehen.
Die Steinbrüche sind heute ein Freilichtmuseum und als archäologische Stätte von der Regierung Ägyptens unter Schutz gestellt. Weiterhin stehen die Steinbrüche seit 1979 auf der Weltkulturerbeliste der UNESCO.
Die Steinschnittspuren auf dem unvollendeten Obelisken in Assuan ähneln denjenigen, die in Kachiqhata bei Ollantaytambo zu sehen sind.

## Transport
Der Transport der Obelisken erfolgte auf dem Wasserweg bei Nilhochwasser wie auf einem Text aus der Zeit Thutmosis I. beschrieben, mittels eines großen Lastkahns, der von weiteren Schiffen flussabwärts gezogen wurde, z. B. zum Hafen am Tempel des Amun-Re (Karnak). Zum Abtransport diente ein etwa 1000 Meter langer Kanal, der die Steinbrüche mit dem Nil verband.

Steinbruch am unvollendeten Obelisken
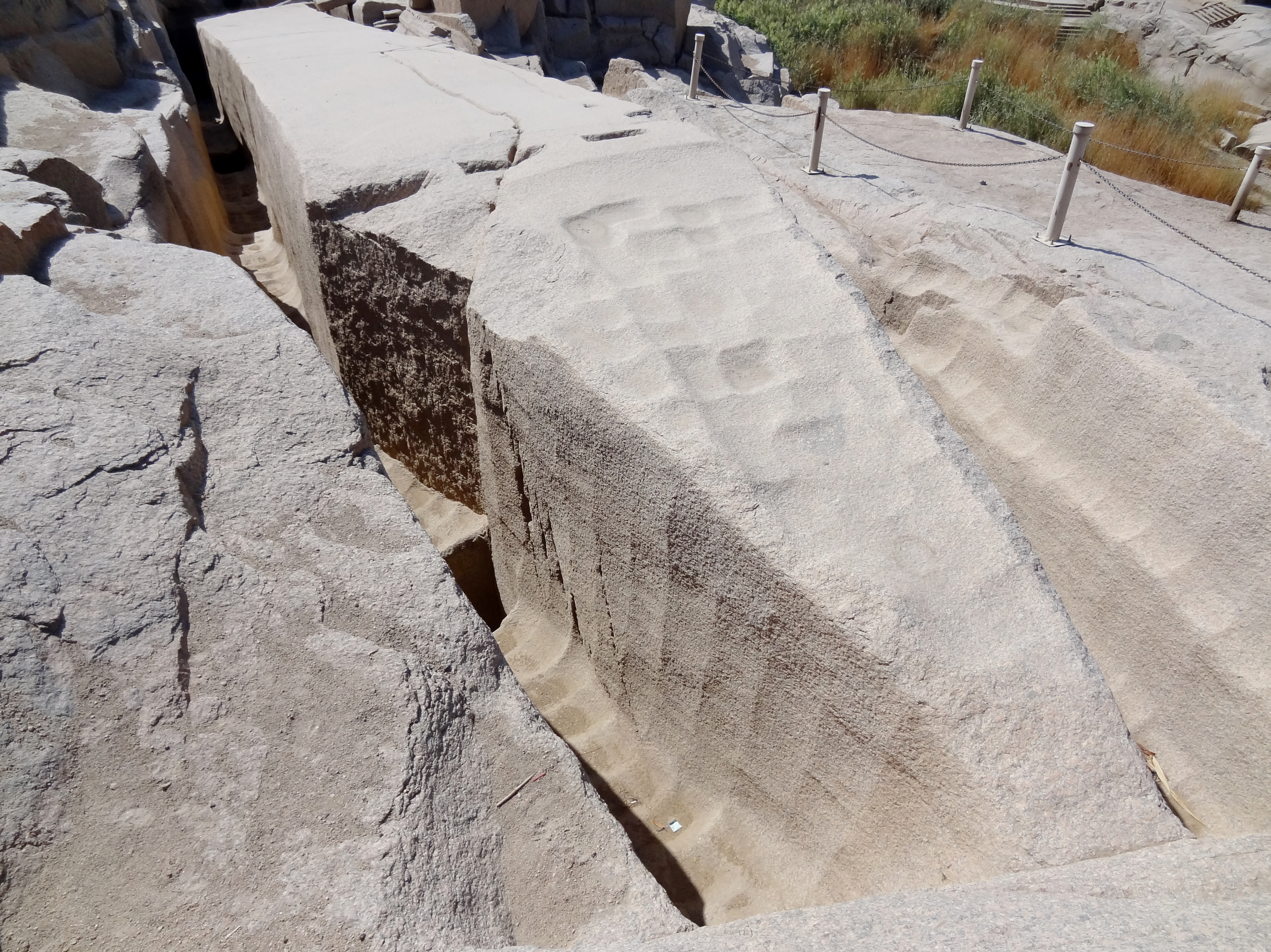
Spitze des unvollendeten Obelisken
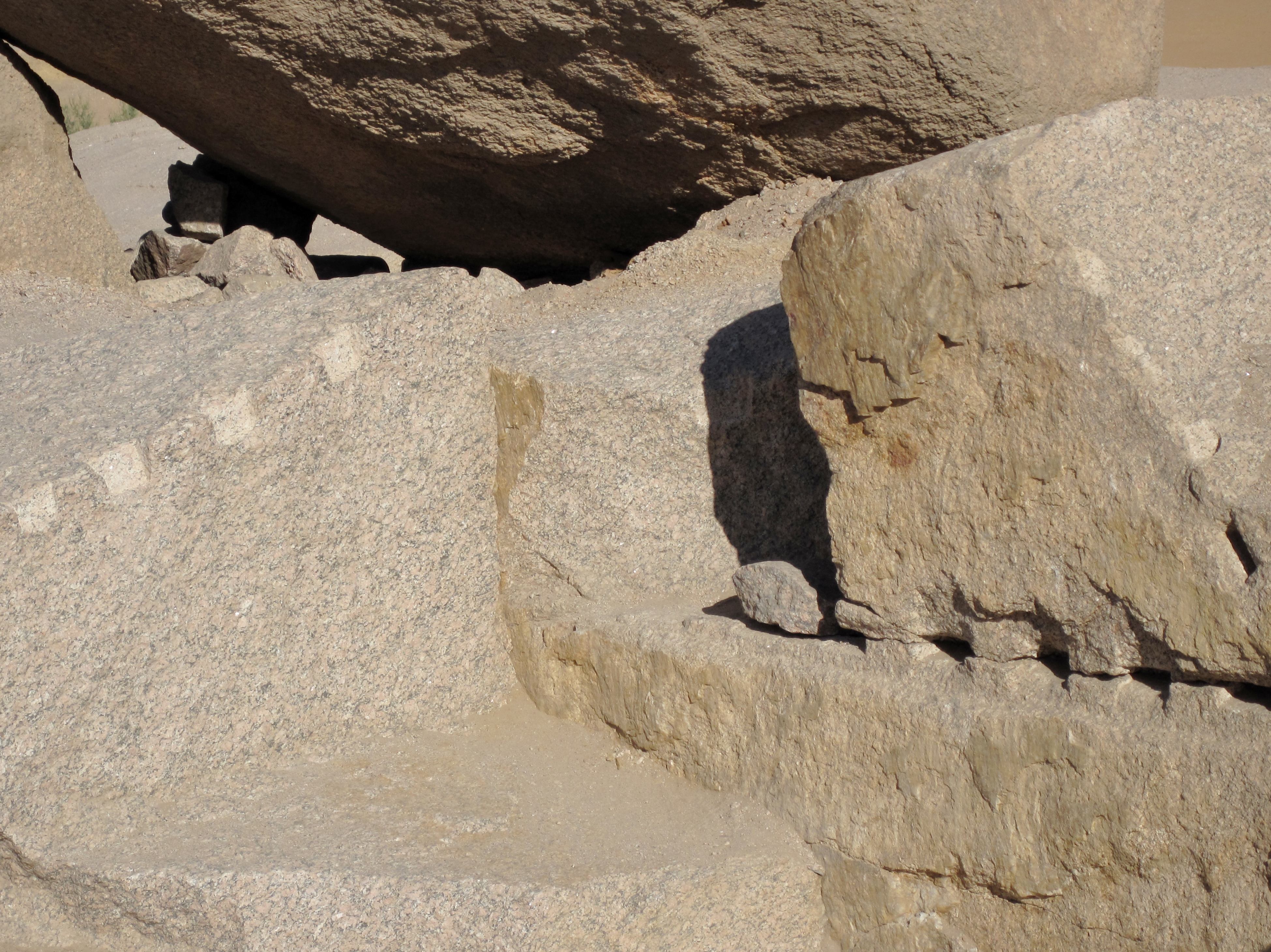
Keillöcher im Steinbruch aus der Römerzeit
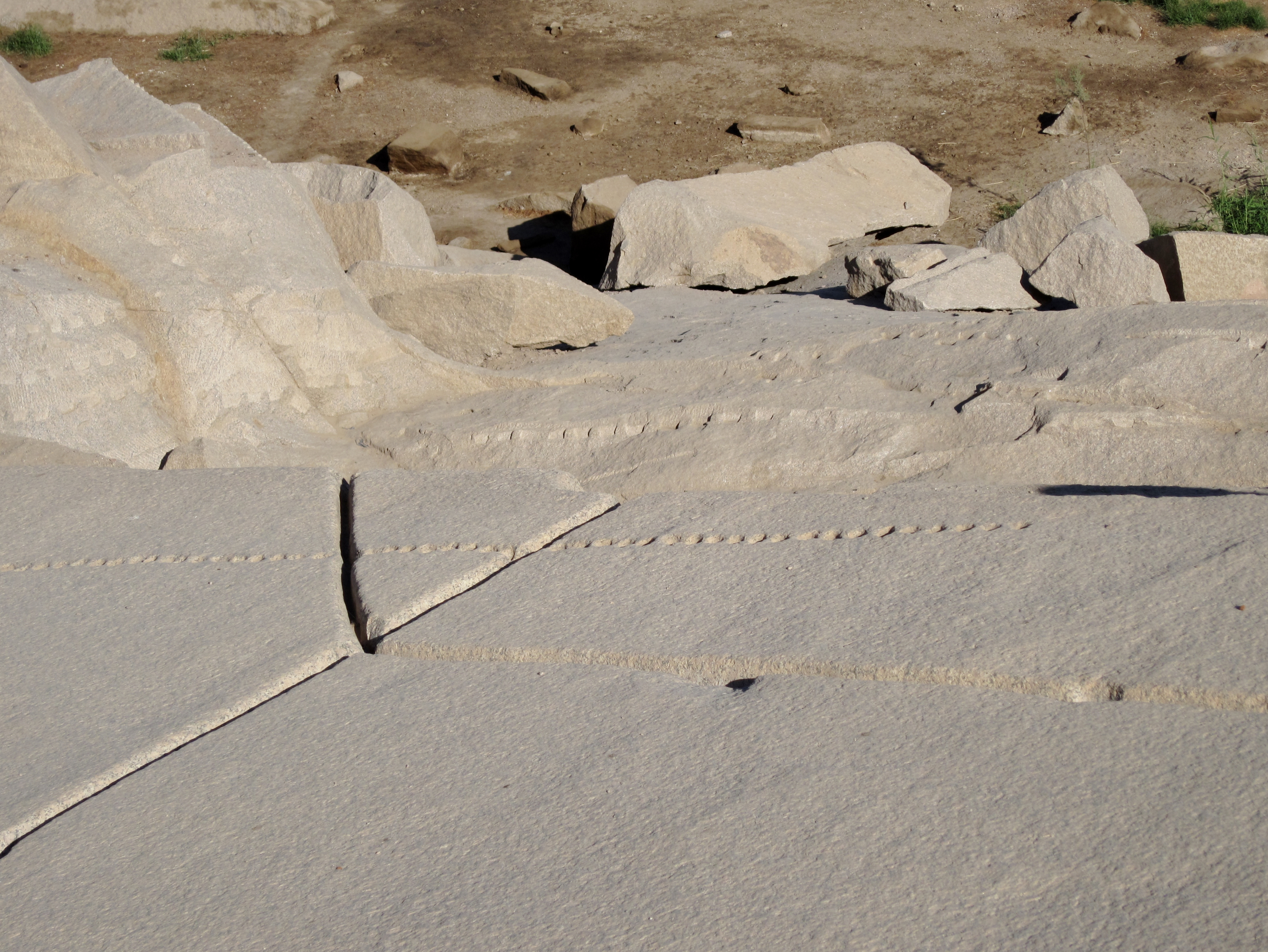
Keillöcher aus der Römerzeit am unvollendeten Obelisken
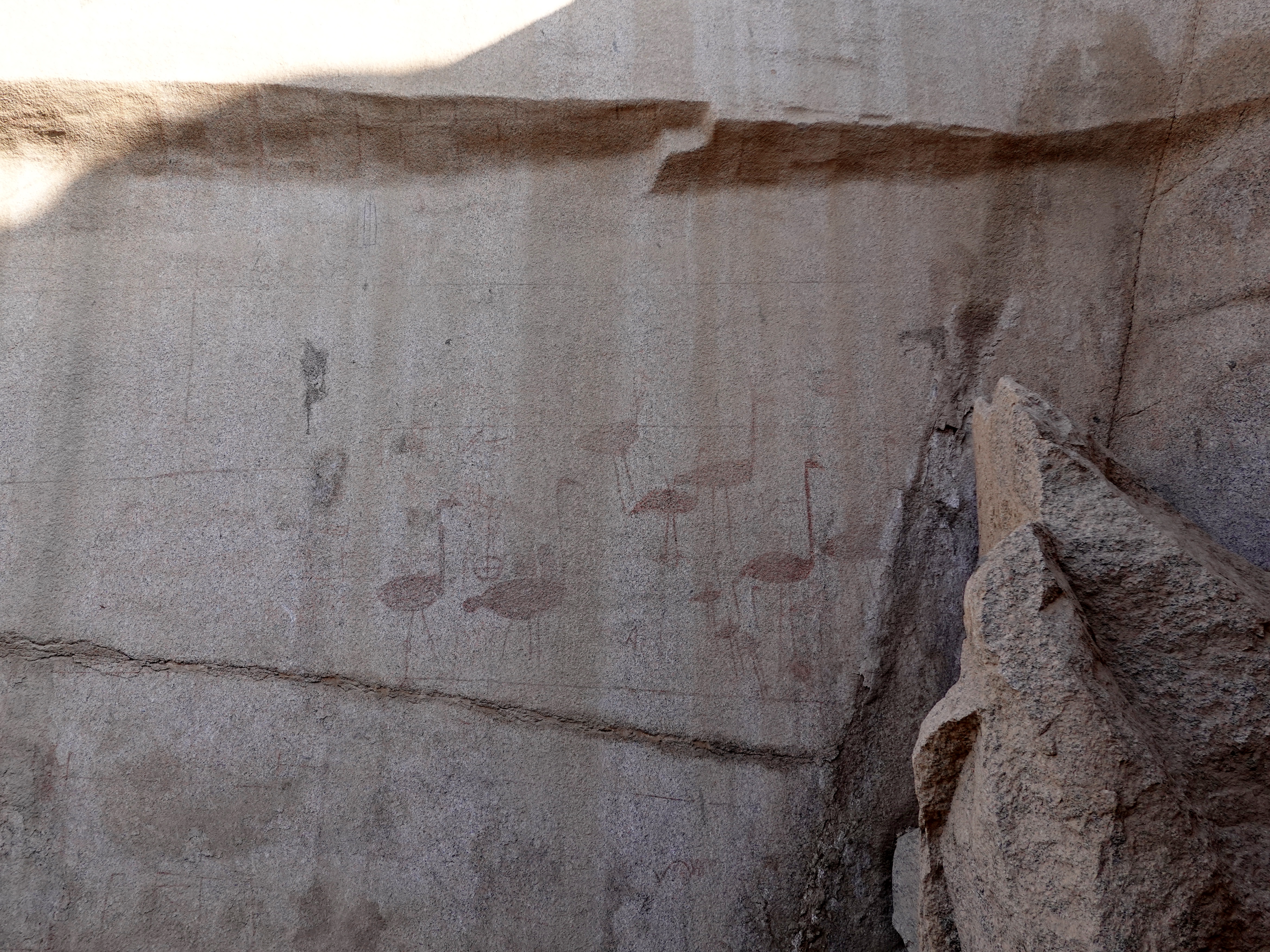
Felszeichnung 45 Meter nördlich des unvollendeten Obelisken